# مات روبنسون
مات روبنسون (بالإنجليزية: Matt Robinson)‏ (1 يونيو 1994 بليستر في المملكة المتحدة - ) هو لاعب كرة قدم بريطاني في مركز الوسط. لعب مع غريمسبي تاون ونادي لوتون تاون ونادي كيدرمينستر هاريرز لكرة القدم ونادي وكينغ.

## وصلات خارجية
- مات روبنسون على موقع قاعدة بيانات كرة القدم.إي يو (الإنجليزية)
- مات روبنسون على موقع Soccerbase.com (لاعب) (الإنجليزية)
- مات روبنسون على موقع Soccerway.com (الإنجليزية)